# Hřešihlavy
Hřešihlavy jsou vesnice, místní část obce Kladruby v okrese Rokycany v Plzeňském kraji. Leží třináct kilometrů severozápadně od Zbirohu, v oblasti přírodního parku Horní Berounka. Historicky šlo o převážně židovskou vesnici. V Hřešihlavech v současné době funguje hostinec. Dopravní spojení je špatné, do vesnice sporadicky dojíždí autobus z Radnic.

## Název
Název vesnice je odvozen ze spojení ves hřešihlavů neboli hříšníků. V historických pramenech se objevuje ve tvarech: Hrzyessihlaw (1363), Hrziessyhlaw (1379), de Hrzessihlaw (1456), z Hřešihlav (1466), na Hřešihlavech (1603), ve vsi Hržessohlawech (1651), Ržessehlawy (1654), Ržeschohlaw (1788), Řešohlavy (1854, též Řešihlavy a Řešhlavy) a Řešihlavy (1916). Existují i lidové varianty Řešihlavy, Řešlavy a Hřešlavy. Jedním z německých variant názvu byl tvar Rzeschohlau.

## Historie
První písemná zmínka pochází z roku 1363, kdy je zmiňován jakýsi Jan z Hřešihlav jakožto objednatel oltáře kostela dominikánů v Plzni. Z Hřešihlav údajně pocházel i Rous, purkrabí na Karlštejně v polovině 15. století. První doložitelná zmínka o obci samotné pochází z roku 1379, kdy jsou Hřešihlavy zmiňovány jakožto sídlo Řešihlavů z Hřešihlav, kteří zde pobývali až do 16. století. První zmínka o zdejší tvrzi je z roku 1648, v souvislosti s rodem Běšínů z Běšin. Roku 1734 získali Hřešihlavy Rummerskirchenové. Baron Ferdinand Maria s baronkou Marií Alžbětou, rozenou Hildprandtovou si zde nechali postavit zámek a také vystavět školu (ve které se nyní nachází místní hostinec). K panství patřil i dnes dávno zaniklý pivovar, sladovna, mlýn, ovčín, chmelnice a hospodářský dvůr, který se ještě částečně dochoval. Během druhé světové války byla v zámku ozdravovna Hitlerjugend. Po roce 1945 zámek i jeho hospodářský areál znárodněny, posléze využívány jednotným zemědělským družstvem a jeho nešetrným provozem téměř zcela zdevastován. V budově zámku byl v devadesátých letech 20. století depozitář Národního technického muzea.

## Obyvatelstvo
| Rok            | 1869 | 1880 | 1890 | 1900 | 1910 | 1921 | 1930 | 1950 | 1961 | 1970 | 1980 | 1991 | 2001 | 2011 | 2021 |
| -------------- | ---- | ---- | ---- | ---- | ---- | ---- | ---- | ---- | ---- | ---- | ---- | ---- | ---- | ---- | ---- |
| Počet obyvatel | 340  | 292  | 243  | 244  | 238  | 204  | 189  | 124  | 93   | 68   | 44   | 24   | 10   | 17   | 17   |
| Počet domů     | 48   | 50   | 58   | 55   | 41   | 41   | 43   | 58   | 33   | 25   | 21   | 14   | 41   | 42   | 41   |

### Židovská komunita

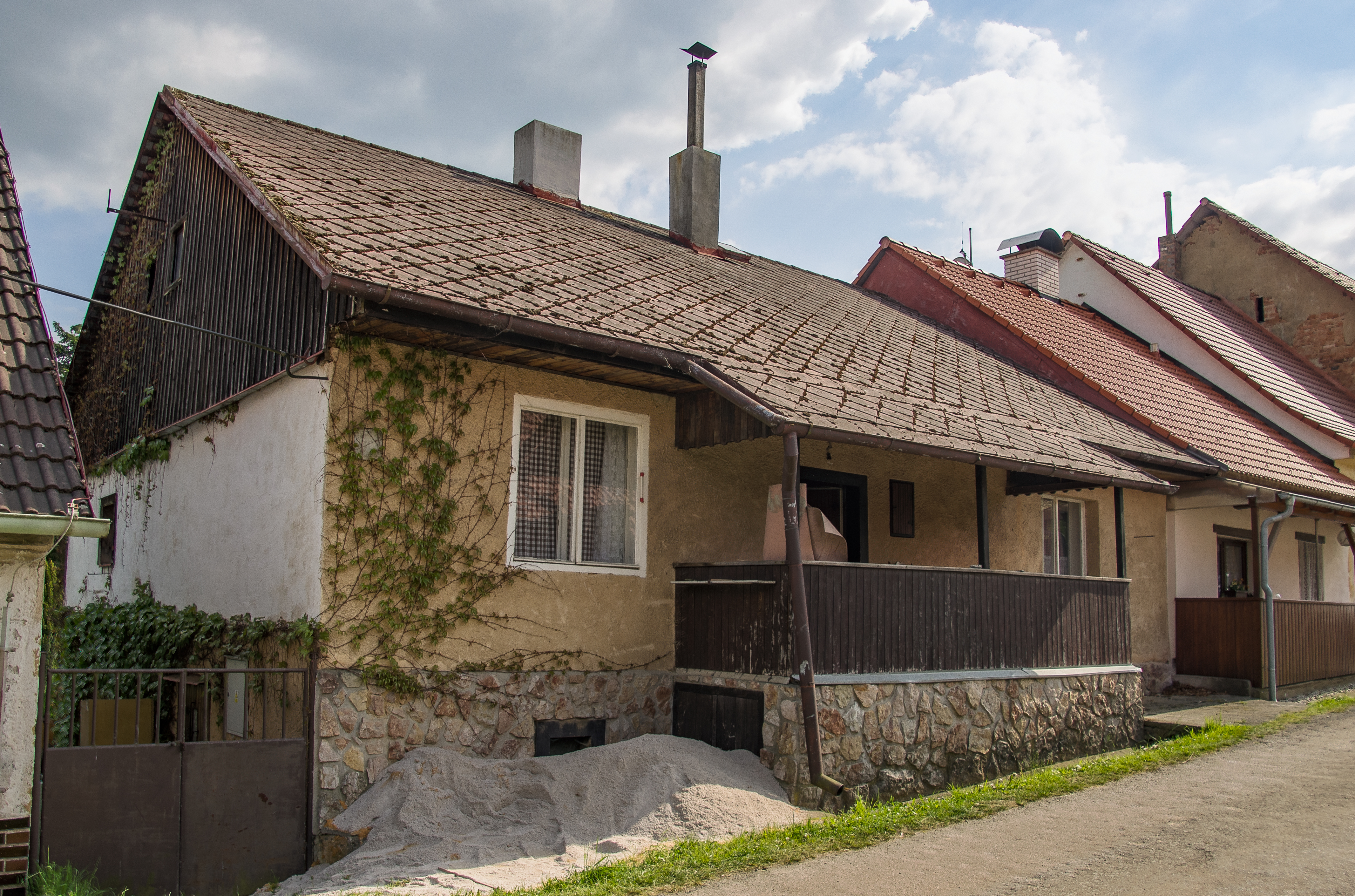
Dům čp. 34 v bývalém hřešihlavském ghettu – ve sklepě tohoto objektu byla během rekonstrukce 21. května 2017 objevena židovská rituální lázeň (mikve).

Hřešihlavy měly historicky jednu z vůbec nejstarších vesnických židovských obcí v Čechách. Židé v Hřešihlavech žili již od roku 1623, již roku 1680 je založena židovská obec (tj. druhá nejstarší v okrese Rokycany, ihned po Terešově). Na přelomu 18. a 19. století byly Hřešihlavy obec s nadpoloviční většinou židovského obyvatelstva v roce 1840 zde žilo více než třicet židovských rodin, tj. 262 židovských obyvatel (51 % z celkového počtu obyvatel). Na přelomu 19. a 20. století ve vsi žilo okolo deseti až patnácti židovských osob a roku 1930 už ve vsi nebyl veden žádný židovský obyvatel.
Židovská čtvrť se nacházela podél silnice z návsi směrem ke hřbitovu a dále dolů k Berounce. Před polovinou 19. století v ní stálo 24 domů. Většina z nich, včetně školy, je po přestavbě dochována.
První synagoga (nejspíš dřevěná) v Hřešihlavech doložena k roku 1680. Druhá, postavená v první polovině 19. století, fungovala ještě v roce 1894. Zbořena byla na počátku 20. století. Pohřební bratrstvo „Chevra kadiša“ doloženo k roku 1821.

## Obecní správa
Při sčítání lidu v letech 1869–1975 Hřešihlavy byly samostatnou obcí, se kterým patřily nejprve do okresu Hořovice, ale v letech 1900–1975 v okrese Rokycany. Od 1. ledna 1976 jsou částí obce Kladruby v okrese Rokycany.

## Pamětihodnosti
- Hřešihlavský zámek je patrová stavba čp. 1 pozdně barokního charakteru, s kratšími bočními křídly, mansardovou střechou a erbem nad vchodem.[10]
- Ve vesnici je barokní kostel Všech svatých, vystavěný v letech 1768 a 1769 s přilehlou farou. Dále se zde nachází barokní sousoší Piety z roku 1751, barokní socha svatého Vojtěcha (1751), barokní zvonice a sluneční hodiny.
- Na kopci jižním směrem od obce, směrem na Svinnou, stávaly ještě v devadesátých letech 20. století dvě barokní užitkové stavby, tzv. Velký ovčín (opraven a dodnes dochován) a Malý ovčín (zbořeno po roku 1990). Lokalita se však historicky správně jmenuje Čumenda (patrně, že je odsud vidět do širokého okolí).
- Strmé svahy na pravém břehu řeky Berounky západně od Hřešihlav jsou od roku 1990 chráněny jako přírodní rezervace Třímanské skály. Dochovaly se zde reliktní borové porosty a skalní step na spilitovém podkladu.
- Asi 500 metrů východně od vsi, asi 100 metrů za posledním vesnickým domem, se nachází na rozloze 682 m² židovský hřbitov. Založen byl na počátku 19. století, nejstarší dochovaný náhrobek je z roku 1821 a poslední pohřeb údajně z roku 1911. Dochováno celkem 55 náhrobků zejména klasicistního typu. Budova márnice a obvodové zdivo v dezolátním stavu, místy prakticky neexistuje. Ještě v šedesátých letech 20. století se o hřbitov staral místní starosta Wohlgemuth. Po roce 1989 v majetku Federace židovských obcí. Hřbitov je částečně udržován péčí Federace židovských obcí.

## Galerie

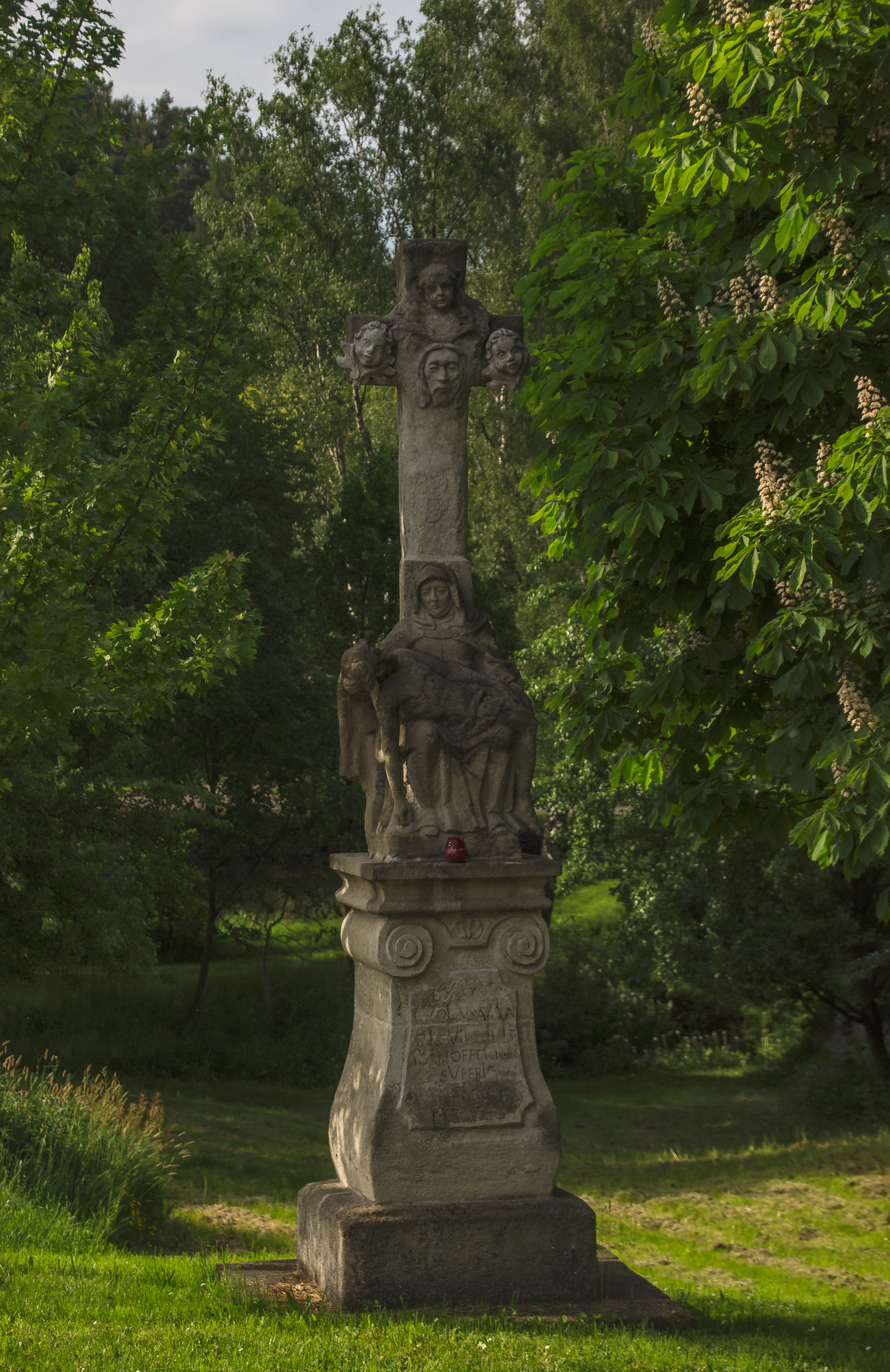
Pieta v Hřešihlavech
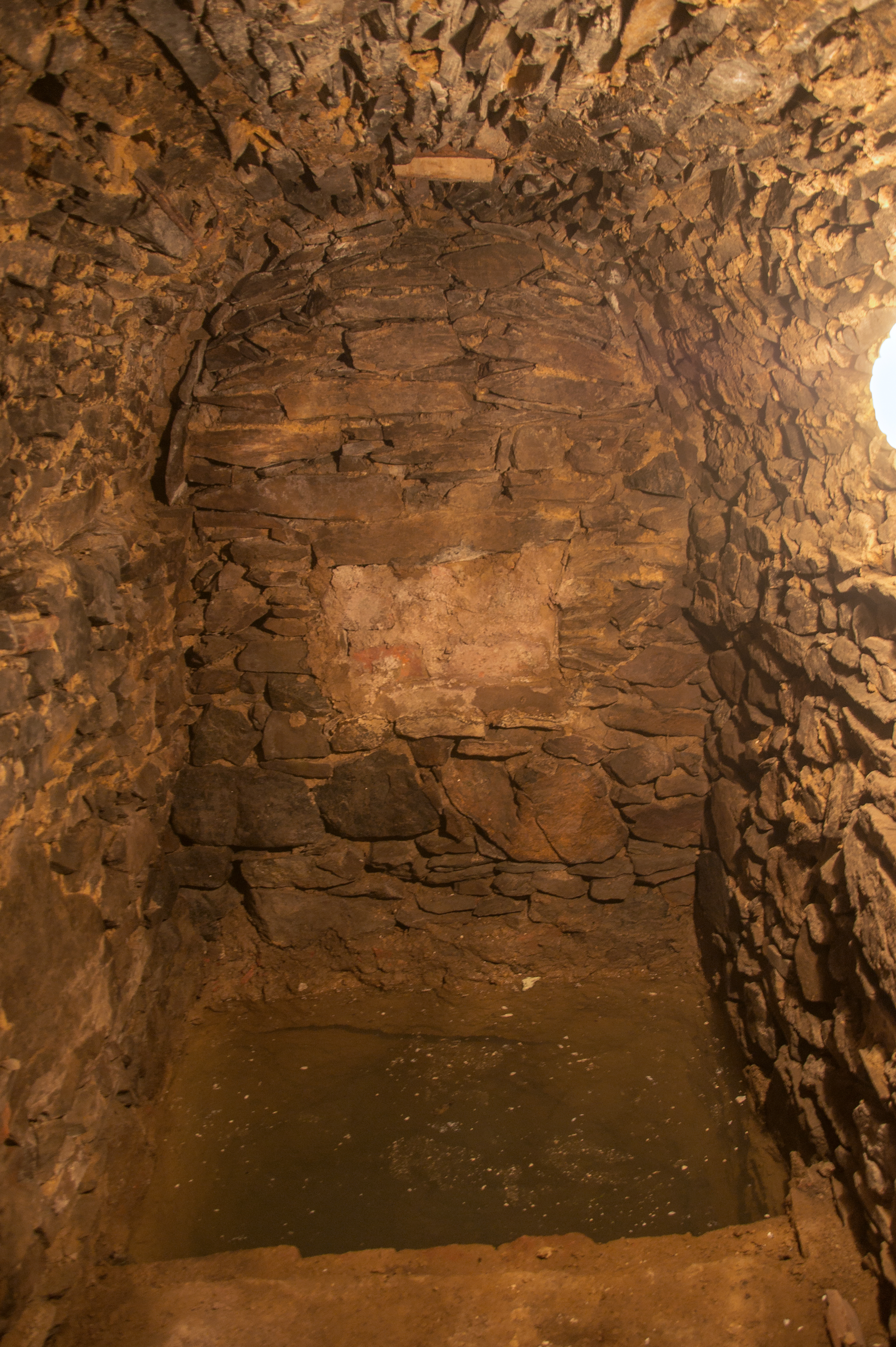
Hřešihlavská mikve
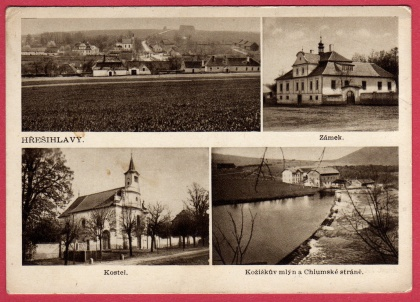
Okénková pohlednice Hřešihlav
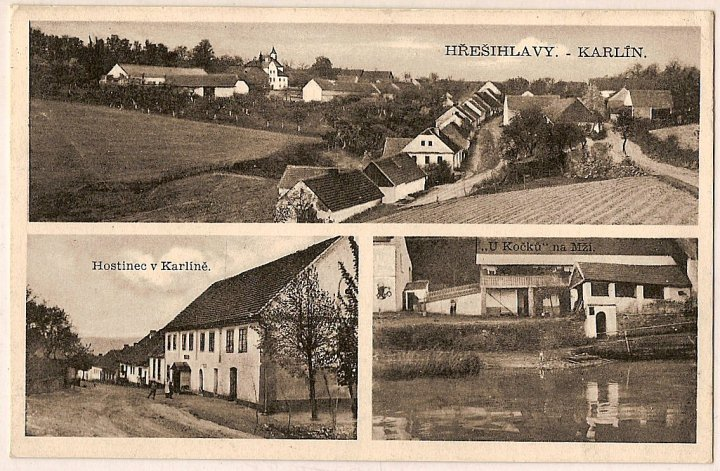
Okénková pohlednice Hřešihlav s pohledem na domy v židovské čtvrti zvané Karlín
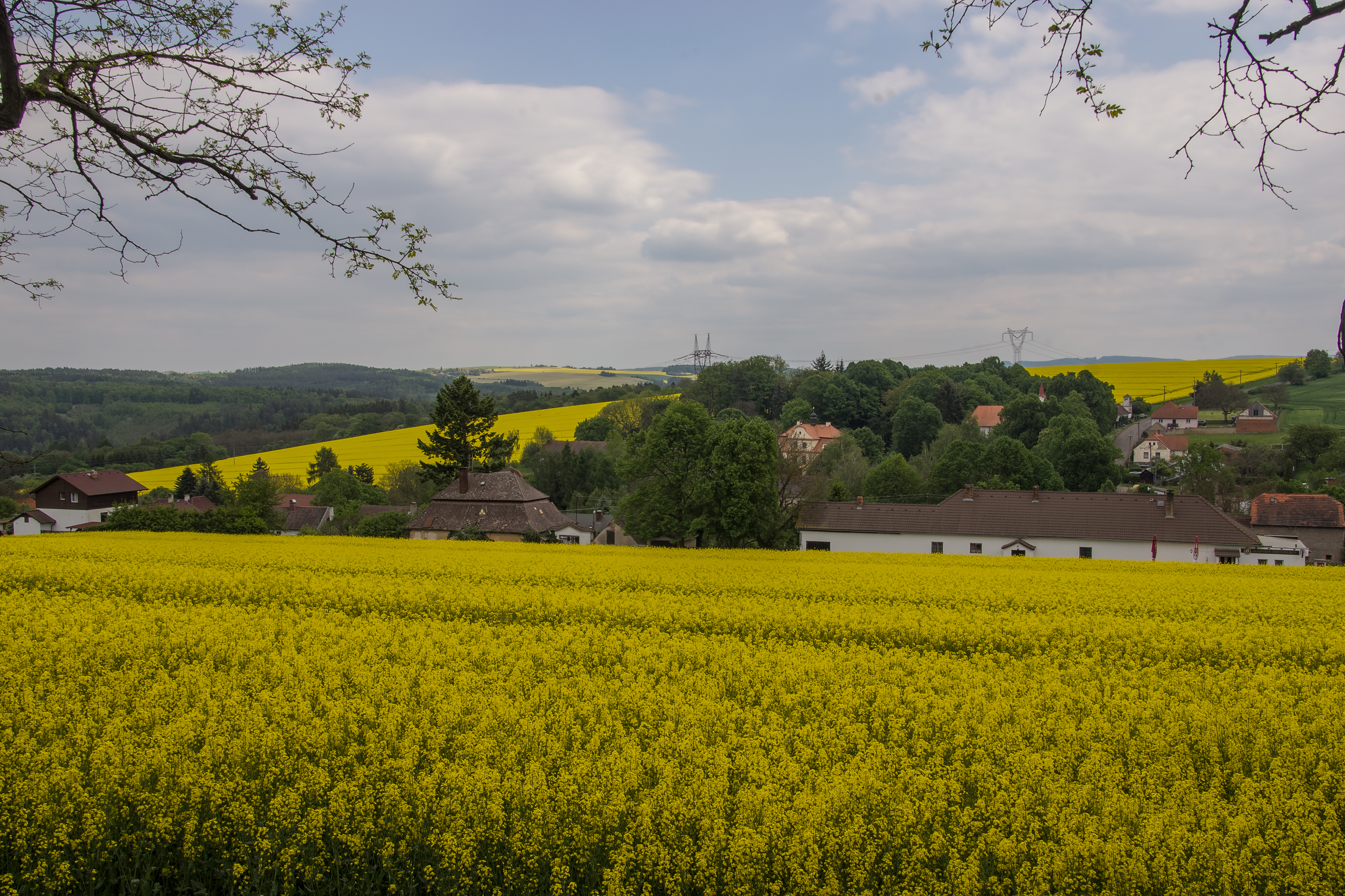
Jarní pohled na Hřešihlavy od severu
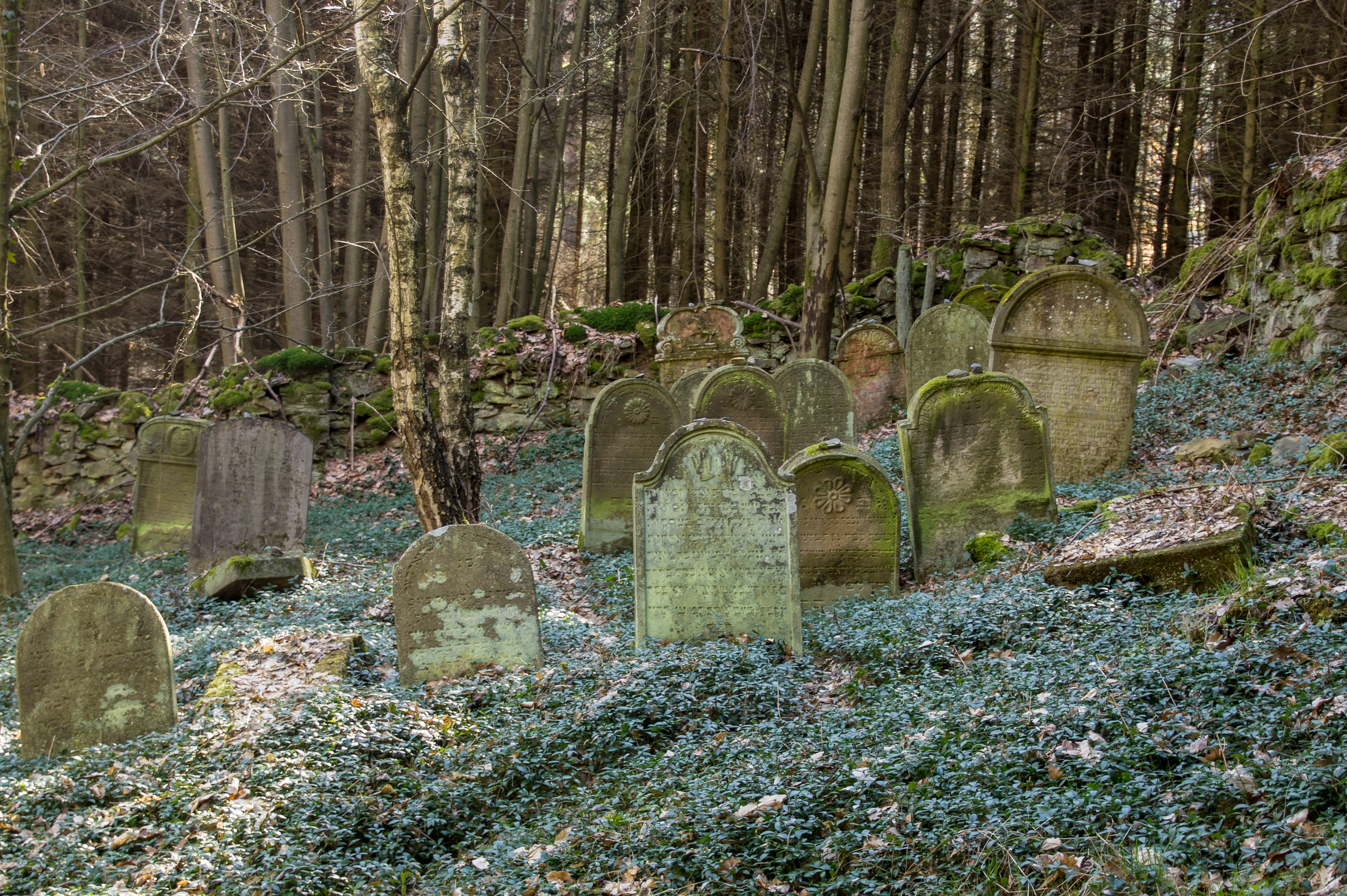
Náhrobky na židovském hřbitově v Hřešihlavech